# Drahanovice
Drahanovice – miejscowość i gmina (obec) w Czechach, w kraju ołomunieckim, w powiecie Ołomuniec. W 2022 roku liczyła 1798 mieszkańców.

## Zabytki
- kościół parafialny św. Jakuba Większego
- posąg Jana Nepomucena
- pozostałości gotyckiej "Czarnej wieży"
- słup graniczny[potrzebny przypis]

## Części gminy
- Drahanovice
- Kníničky
- Lhota pod Kosířem
- Ludéřov
- Střížov[potrzebny przypis]